# Comanthera vernonioides
Comanthera vernonioides är en gräsväxtart som först beskrevs av Carl Sigismund Kunth, och fick sitt nu gällande namn av L.R.Parra och Ana Maria Giulietti. Comanthera vernonioides ingår i släktet Comanthera, och familjen Eriocaulaceae.

## Underarter
Arten delas in i följande underarter:
- C. v. confusa
- C. v. melanolepis
- C. v. minor
- C. v. vernonioides